# 29374 Kazumitsu
29374 Kazumitsu è un asteroide della fascia principale. Scoperto nel 1996, presenta un'orbita caratterizzata da un semiasse maggiore pari a 2,3642601 UA e da un'eccentricità di 0,1786726, inclinata di 2,55907° rispetto all'eclittica.